# Polycentropus neblinensis
Polycentropus neblinensis is een schietmot uit de familie Polycentropodidae. De soort komt voor in het Neotropisch gebied.